# Hanya Yanagihara
Hanya Yanagihara (Los Angeles, 20 settembre 1974) è una scrittrice e giornalista statunitense cresciuta alle Hawaii.

## Biografia
Hanya Yanagihara è nata a Los Angeles. Suo padre, Roland Yanagihara, medico specializzato in ematologia e oncologia, ha origini hawaiane e giapponesi, mentre sua madre è nata a Seul, in Corea del Sud. Da bambina, Yanagihara ha traslocato spesso con la sua famiglia, trascorrendo l'infanzia tra le Hawaii, New York, il Maryland, la California e il Texas.

## Carriera
Dopo essersi laureata presso lo Smith College, un'università privata femminile ad indirizzo artistico, nel 1995, Yanagihara si trasferisce a New York, dove lavora per diversi anni come giornalista pubblicista. Nel 2007 inizia a scrivere per la rivista Condé Nast Traveler, occupandosi di viaggi, mentre dal 2015 lavora per T: The New York Times Style Magazine.
Il suo primo romanzo, The People in the Trees, è ispirato alla storia del virologo Daniel Carleton Gajdusek, ed è stato acclamato come uno dei migliori romanzi del 2013. Nel 2020 è uscito in Italia per Feltrinelli col titolo Il popolo degli alberi.
Nel marzo 2015 viene dato alle stampe il secondo romanzo di Yanagihara, A Little Life,  che riceve ottime critiche da parte della stampa e un successo inaspettato. Il 15 settembre 2015 il romanzo entra tra i finalisti del Man Booker Prize. Successivamente, viene selezionato come finalista anche del National Book Award e viene pubblicato in Italia da Sellerio con il titolo Una vita come tante.
L'11 gennaio 2022 viene presentato, in contemporanea mondiale, il suo terzo romanzo, To Paradise, pubblicato in Italia sempre da Feltrinelli con il titolo Verso il paradiso.

## Opere
- Il popolo degli alberi (titolo originale: The People in the Trees, 2013), pubblicato in Italia da Feltrinelli nel 2020, tradotto da Francesco Pacifico, 448 pagine; ISBN 8807896095.
- Una vita come tante (titolo originale: A Little Life, 2015), pubblicato in Italia da Sellerio nel 2016, tradotto da Luca Briasco, 1094 pagine; ISBN 8838935688.
- Verso il paradiso (titolo originale: To Paradise, 2022), pubblicato in Italia da Feltrinelli nel 2022, tradotto da Francesco Pacifico, 768 pagine; ISBN 8807034816.